# 뤼도비크 지울리
뤼도비크 지울리(Ludovic Giuly, 1976년 7월 10일 ~ )는 프랑스의 전직 축구 선수이다. 1994년 올림피크 리옹 입단으로 데뷔하였다. AS 모나코, FC 바르셀로나, AS 로마, 파리 생제르망 FC를 거쳤다. 2013년 5월 26일에 은퇴를 발표했다.